# Jill Duggar
Jill Michelle Dillard (nacida como Jill Michelle Duggar; Tontitown; 17 de mayo de 1991) es una personalidad de televisión, escritora y matrona estadounidense. Es conocida por ser parte del elenco del reality show de TLC 19 Kids and Counting. Ha coescrito Growing Up Duggar: It's All About Relationships junto a sus hermanas Jana Duggar, Jinger Duggar, y Jessa Seewald.

## Biografía
Jill Michelle Duggar nació el 17 de mayo de 1991 en Tontitown, Arkansas, es la hija de James Robert "Jim Bob" Duggar y Michelle Annette Duggar (nacida Ruark). Fue la cuarta y la segunda hija del matrimonio, y tuvieron quince hijos más después de ella.
Junto con sus hermanos y hermanas, Jill fue educada en casa mientras crecía. Fue criada como una participante activa del Instituto de Principios Básicos de la Vida de Bill Gothard.

## Carrera

### Televisión
Duggar empezó su vida pública como miembro de la familia presentada en el documental 14 Children and Pregnant Again (2004) el cual habla sobre la vida diaria de la familia desde "la hora en que se levantan" hasta "la hora en que se van a dormir". El documental se emitió en Discovery Health Channel. Otro documental, Raising 16 Children se produjo por el mismo canal en 2006,  cuando la hermana de Duggar, Johannah nació. Este documental fue seguido por On the Road with 16 Children sobre un viaje de la familia a través del país.
El 29 de septiembre de 2008, 19 Kids and Counting (anteriormente 18 Kids and Counting y 17 Kids and Counting) empezó a emitirse como una serie regular basada en la familia Duggar.

### Libros
Duggar coescribió el libro Growing Up Duggar publicado por Howard Books con sus hermanas Jana, Jessa, y Jinger Duggar. Fue lanzado el 4 de marzo de 2014. El libro comparte una mirada al interior de lo que es ser un niño Duggar mientras hablan sobre la fe de sus padres y sus perspectivas en la vida. Duggar coescribió el libro Counting the Cost con su esposo, Derick Dillard, y Craig Borlase. Fue lanzado el 12 de septiembre de 2023.

## Vida personal
Duggar está casado con Derick Dillard, una antigua mascota de equipo de la Oklahoma State University. Se graduó de la carrera de contabilidad y trabajó como contable en Walmart hasta junio de 2015. La pareja se casó el 21 de junio de 2014 frente a casi 1.000 invitados en Springdale, Arkansas. Jill fue la segunda de las nueve chicas Duggar en empezar a cortejar y la primera en casarse. 
El 10 de agosto de 2014, Duggar anunció que estaba embarazada con el primer bebé de la pareja.  El 6 de abril, después de 70 horas de parto, la pareja dio la bienvenida a su hijo, Israel David Dillard, que pesó 9 libras 10 onzas, y midió 23 pulgadas. El 9 de julio de 2017 le dieron la bienvenida a su segundo hijo, Samuel Scott Dillard. El 7 de julio de 2022 nació su tercer hijo, Frederick Michael Dillard.
Al igual que los padres de Jill, ella y Derick no planean usar métodos anticonceptivos, por lo que darán la bienvenida a tantos niños como "Dios les quiera dar".
En junio de 2015 en The Kelly File, Duggar se identificó a sí misma como a una de las chicas de las que su hermano mayor Joshua Duggar había abusado cuando era adolescente. Duggar dijo que el abuso consistía en tocamientos inapropiados mientras ella dormía, diciendo que no sabía lo que había ocurrido hasta que su hermano lo confesó a sus padres, y sus padres le contaron a ella lo sucedido. Jill declaró en The Kelly File que la publicación del informe policial fue una "revictimización", y expresó preocupación porque ello pudiese desalentar a otras familias que estaban experimentando abusos.